# Indenfor
Indenfor er et adverbium, der betegner en bevægelse ind i eller en placering inde i noget. Ordet anvendes oftest i betydningen indendørs dvs. som synonym for inde, indendørs eller inden døre modsat ude, udenfor og udendørs.
Ordet anvendes hyppigt men fejlagtigt i stedet for præpositionen inden for. Denne fejltagelse deler det med en lang række danske ord, som har både en adverbiel og en præpositionel form (som f.eks. ovenover, udefra, bagved). 
De hyppige fejl betød at Dansk Sprognævn i 2012 valgte at tillade begge former i begge tilfælde.

## Tommelfingerregel
Hvis det er inden for, oven over eller bag ved noget er det to ord.
Hvis det bare er indenfor, ovenover eller bagved er det et ord.

## Eksempler
Han bød gæsterne indenfor. 
Jeg vil gerne være indenfor i varmen.
men:
Han er noget inden for rengøring.
Dette ord bruges inden for et bestemt område.